# 宇田川 (東京都)
宇田川（うだがわ）は、東京都渋谷区を流れる河川。暗渠化されている。渋谷川支流。

## 概要
渋谷区代々木四丁目、初台、西原、大山町、上原などを源頭とする複数の支流を持ち、一帯の田畑を潤していた。水源の一部には玉川上水の漏水も含まれていたとする文献もある。
かつては最も大きな支流として河骨川があり、一説には童謡『春の小川』の題材となったとされる。
各支流は代々木八幡宮の南麓あたりでひとつに合流し、現在の井の頭通りにほぼ沿って南下、渋谷駅横の宮益橋付近で渋谷川に合流していた。
1964年の東京オリンピックを前に暗渠化され、現在は下水道（宇田川幹線）となっている。最下流の流路は西武百貨店渋谷店A館とB館の間に埋設されている。また、最下流流域一帯の行政区域は宇田川町と命名されている。

## 架かっていた橋梁
- 五石橋[2]